# 可爱地王国
可爱地王国是一个部分基于互联网的私人国家，建立者是英国电影制片人丹尼·华莱士 。可爱地王国有58165位公民在其网站上注册（citizensrequired.com，已失效）。

## 领土
丹尼·华莱士声称，可爱地王国的官方领土是他曾经居住过的位于英国伦敦Bow的一间公寓。

## 国家标志

### 旗帜、纹章和座右铭
可爱地王国的旗帜，纹章和座右铭由伦敦的设计工作室Pentagram设计。像素化的纹章旨在反映微型国家的基于互联网的性质，就像工作室的最终标志，像素化的联盟旗帜一样。然而，华莱士更喜欢其他的旗帜提议，即在白色背景上呈现蓝色条纹和不规则角度的红色条纹，也就是说，与英国国旗的颜色相同，但偏离中心。拉丁语座右铭是（原文如此 - 正确的拉丁语是），意思是“拥有美好的一天”。

### 国歌、国名
丹尼·华莱士于2005年3月下旬在格林威治公園录制国歌，并得到一些早期公民的帮助。这个国家在声明自己独立数周后仍然无名，于是人们在网上提出数以千计的名字建议。华莱士选择他的两个最爱，“家”和“可爱地”，让他的公民通过在线投票决定胜利者。该国于2005年9月2日在萊斯特廣場举行的邀请公民聚会上正式命名。 这一天是可爱地王国的法定假日，名为“可爱的一天”。